# Бырнев, Иван
Иван Георгиев Бырнев (болг. Иван Георгиев Бърнев; род. 15 июля 1973) — болгарский актёр.

## Биография
Родился 15 июля 1973 года в болгарском городе Добриче.
Окончил специализированную математическую гимназию и актёрский факультет Национальной академии театрального и кинематографического искусства «Кристо Сарафов» в Софии (класс Стефана Данаилова). Был актёром Молодёжного театра, театра Армии, театра Сатиры, театра 199, Народного театра.
Дебютировал в кино в роли старшины в короткометражном фильме Людмилы Тодоровой «Двое из города». Получил известность после исполнения роли Яна Дите в ленте чешского режиссёра Иржи Менцеля «Я обслуживал английского короля».
Женат на актрисе Маргите Гошевой.

## Избранная фильмография
- 1998 — Двое из города / Двама мъже извън града
- 2000 — Экзекуция / Екзекуция
- 2002 — Лист на ветру / Лист отбрулен
- 2002 — Калабуш / Калабуш
- 2005 — Пату / Пату
- 2005 — Леди Зет / Лейди Зи
- 2005 — Последняя пастушка / Последната пастирка
- 2006 — Я обслуживал английского короля / Obsluhoval jsem anglického krále
- 2006 — День и ночь / Нощ и ден
- 2008 — Поезд / Train
- 2009 — Козёл / Козелът
- 2010 — Шаги на песке / Стъпки в пясъка
- 2010 — Фон / Зад кадър
- 2014 — Урок / Урок